# Stadio Parque Capurro
Lo stadio Parque Capurro (in spagnolo: Estadio Parque Capurro) è un impianto sportivo di Montevideo, capitale dell'Uruguay. Ospita le partite interne del Centro Atlético Fénix ed ha una capienza di 8.200 spettatori.
Sorge nel quartiere di Capurro, a poche decine di metri dalla grande arteria di comunicazione conosciuta come Rambla di Montevideo.